# 最後的吸菸者
《最後的吸菸者》是筒井康隆於1987年在《小说新潮》發表的反烏托邦小說，主角由於在大環境反菸的風氣下堅持吸菸習慣，最終被逼至絕境。這部作品於1995年被改編為日本電視劇，2009年改編為英語廣播劇，播放於BBC Radio 4。

## 概要
這部小說主要講述國家對於異議者的壓迫議題。
在故事中的未來日本，吸菸者在各個社會層面被趕盡殺絕，要不是被迫戒烟，就是被消滅。故事尾聲，主角堅持吸菸至最後一刻，原準備好從容赴死時，眾人驚覺這是日本最後一位吸菸者，是需要好好加以保護的「人間国宝」，遂緊急成立「吸菸者保護協會」，試圖捕捉主角。

## 翻譯版本
英文版由Andrew Driver翻譯，收錄於2008年發行的 Salmonella Men on Planet Porno (ISBN 9780307377265)一書中。
繁體中文版由簡白翻譯，收錄於2017年由允晨文化發行的《最後的吸菸者》一書中。